# 高起潛
高起潛（？年—？年），明朝崇祯时期的宦官。

## 生平
崇禎時，監視寧、錦軍。崇禎八年（1635年），盡撤監軍內臣；唯有起潛因知兵，獨不撤。崇禎九年（1636年），命總監兵部尚書張鳳翼、宣大總督梁廷棟所領兩軍。因功給金三萬。但起潛根本未赴戰場，只是割死人首冒功而已。又眼睜睜看著盧象昇孤軍戰歿，人多惡之。崇禎十七年（1644年）春，李自成軍逼北京，復令監寧前軍。途中已聞京師陷，遂棄關逃走。弘光時，召為京營提督；不久奉命督江北軍餉。清軍南下後，史可法戰死，起潛投降。